# Пушкарёв, Алексей Алексеевич
Алексей Алексеевич Пушкарёв (15.03.1915—28.11.1988) — советский хозяйственный, государственный и политический деятель.

## Биография
Родился в 1915 году в Перми в семье рабочего-литейщика. В 1929 году семья Пушкаревых переезжает из Перми в Свердловск.
В 15 лет устроился слесарем на свердловский завод «Металлист». Одновременно с этим учился в фабрично-заводском училище, которое окончил в 1933 году.
Член ВКП(б). В 1939 году окончил Уральский индустриальный институт имени С. М. Кирова по специальности «инженер-теплотехник». По распределению был отправлен на Украину, став старшим теплотехником, а затем и начальником участка сортопрокатки Енакиевского металлургического завода.
С апреля по декабрь 1942 года — на Сталинградском фронте, командир минометной роты. Был тяжело ранен, лечение проходил в одном из свердловских госпиталей. После выздоровления был командирован на восстановление народного хозяйства в Енакиево: работал зам.начальника, а затем и начальником цеха.
В 1946 году стал главным инженером «Горразнопромсоюза» в Свердловске.
В 1948 году возглавил техотдел теплоэлектроцентрали Уральского турбомоторного завода. В 1949 году избран замсекретаря, а в 1951 году — секретарем заводского парткома. В 1954 году назначен на должность директора данного завода.
В марте 1965 года избран председателем исполкома Свердловского городского Совета депутатов трудящихся, который он возглавлял до 26 июня 1975 г. Ушел с поста после перенесенного в мае 1975 года инсульта.
В 1975—1988 занимал должность старшего инженера на Уральском турбомоторном заводе.
Избирался депутатом Верховного Совета РСФСР 8-го созыва.
Почётный гражданин Свердловска (1975). Кавалер ордена «Знак Почёта» (1958, 1962). Также награжден орденами Отечественной войны (06.04.1985), Трудового Красного Знамени, Октябрьской Революции, медалями, в том числе «За отвагу» (07.05.1970).
Умер в Свердловске 28 ноября 1988 года. Похоронен на почётной секции Широкореченского кладбища.

## Семья
Был женат, дочь Елена, сын Александр.